# Лакруа, Лео (футболист)
Лео Лакруа́ (фр. Léo Lacroix; 27 февраля 1992, Лозанна, Швейцария) — швейцарский футболист, защитник клуба «Университатя» (Крайова). Выступал за сборную Швейцарии.

## Клубная карьера
Лакруа начал свою профессиональную карьеру в швейцарском клубе «Сьон». за который дебютировал 16 мая 2010 года во встрече последнего тура сезона 2009/10 с «Санкт-Галленом». Сезон 2011/12 и половину сезона 2012/13 защитник пропустил из-за травмы крестообразных связок.
16 февраля 2012 года Лео возвратился на поле после полуторагодичного перерыва. 6 апреля 2013 Лакруа забил свой первый гол в Швейцарской Суперлиге.
Начиная с сезона 2013/14, Лео становится игроком основного состава «Сьона».
В последний день летнего трансферного окна 2016 года Лакруа перешёл во французский «Сент-Этьен», подписав контракт до 2020 года. На швейцарца также претендовали итальянский «Милан» и английский «Эвертон», однако игрок выбрал «стефануа».
Дебют Лакруа в новой команде состоялся 9 сентября 2016 года в выездном матче 3-го тура Лиги 1 против «ПСЖ»: на 62-й минуте защитник заменил получившего травму Шейка М’Бенге. Игра закончилась со счётом 1:1.

## Карьера в сборной
Лакруа выступал за юношеские и молодёжные сборные Швейцарии.
20 ноября 2018 года дебютировал за основную сборную Швейцарии в товарищеском матче с Катаром.

## Статистика

### Клубная статистика
| Выступление      | Выступление      | Выступление      | Лига | Лига | Кубки | Кубки | Еврокубки | Еврокубки | Итого | Итого |
| Клуб             | Лига             | Сезон            | Игры | Голы | Игры  | Голы  | Игры      | Голы      | Игры  | Голы  |
| ---------------- | ---------------- | ---------------- | ---- | ---- | ----- | ----- | --------- | --------- | ----- | ----- |
| Сьон             | Суперлига        | 2012/2013        | 9    | 1    | 1     | 0     | 0         | 0         | 10    | 1     |
| Сьон             | Суперлига        | 2013/2014        | 15   | 0    | 2     | 0     | 0         | 0         | 17    | 0     |
| Сьон             | Суперлига        | 2014/2015        | 28   | 0    | 4     | 1     | 0         | 0         | 32    | 1     |
| Сьон             | Суперлига        | 2015/2016        | 20   | 0    | 2     | 0     | 7         | 1         | 29    | 1     |
| Сьон             | Суперлига        | 2016/2017        | 5    | 0    | 0     | 0     | 0         | 0         | 5     | 0     |
| Сьон             | Итого            | Итого            | 77   | 1    | 9     | 1     | 7         | 1         | 93    | 3     |
| Сент-Этьен       | Лига 1           | 2016/2017        | 20   | 0    | 2     | 0     | 3         | 0         | 25    | 0     |
| Сент-Этьен       | Лига 1           | 2017/2018        | 11   | 0    | 2     | 0     | 0         | 0         | 13    | 0     |
| Сент-Этьен       | Итого            | Итого            | 31   | 0    | 4     | 0     | 3         | 0         | 38    | 0     |
| → Базель         | Суперлига        | 2017/2018        | 9    | 0    | 1     | 0     | 2         | 0         | 12    | 0     |
| → Базель         | Итого            | Итого            | 9    | 0    | 1     | 0     | 2         | 0         | 12    | 0     |
| → Гамбург        | 2.Бундеслига     | 2018/2019        | 6    | 0    | 0     | 0     | —         | —         | 6     | 0     |
| → Гамбург        | Итого            | Итого            | 6    | 0    | 0     | 0     | 0         | 0         | 6     | 0     |
| Всего за карьеру | Всего за карьеру | Всего за карьеру | 123  | 1    | 14    | 1     | 12        | 1         | 149   | 3     |

1. ↑  В графу «Кубки» входят игры и голы в национальных кубках, кубках лиги и суперкубках.
2. ↑  В графу «Еврокубки» входят игры и голы в европейских международных клубных турнирах.

### Матчи за сборную
| № | Дата           | Оппонент | Счёт | Голы | Соревнование      |
| - | -------------- | -------- | ---- | ---- | ----------------- |
| 1 | 14 ноября 2018 | Катар    | 0:1  | —    | Товарищеский матч |

Итого: сыграно матчей: 1 / забито голов: 0; победы: 0, ничьи: 0, поражения: 1.